# Dramalabbet
Dramalabbet är ett fri teater i Stockholm som sedan 1998 arbetat med att utveckla och föra fram nyskriven dramatik. Verksamheten innefattar förutom uppsättningar bland annat readings under namnet Färskpressat, workshops runt nya texter samt ett öppet dramaturgiat som läser och ger feedback på insänt material. Dramalabbet är den enda scenen i Sverige vars repertoar uteslutande består av urpremiärer.  